# 新潟県立柏崎商業高等学校
新潟県立柏崎商業高等学校（にいがたけんりつかしわざきしょうぎょうこうとうがっこう、英: Niigata Prefectural Kashiwazaki Commercial High School）は、かつて新潟県柏崎市北園町にあった県立高等学校。
通称は「柏商（はくしょう）」だが、旧制商業学校時代の英語表記から、まれに「KCS」。

## 概要
1910年（明治43年）4月15日、刈羽郡立乙種商業学校が県内2校目の商業学校として開校。刈羽郡立商業学校及び新潟県立柏崎商業学校を経て、1948年（昭和23年）4月から新潟県立柏崎商業高等学校となり、翌1949年（昭和24年）4月、柏崎市立女子商業学校を統合。
2000年（平成12年）に創立90周年を迎えたが、2002年（平成14年）4月から募集を停止し、2004年（平成16年）3月閉校。校舎は新潟県立柏崎翔洋中等教育学校に転用された。
新潟県立柏崎農業高等学校と統合して新潟県立柏崎総合高等学校となったとされることが多い一方で、卒業証明書の交付申請先には柏崎翔洋中等教育学校が指定されているが、両校ともに柏崎商業について具体的な言及をしていないため、後身に該当するのかは定かではない。

## 著名な出身者
- 藤島正之（政治家。元防衛庁長官官房長）
- 矢島徹雄（関越ソフトウェア株式会社 代表取締役）
- 陶山勝（実業家。元ミニストップ社長）